# روبن لوپز (بازیکن فوتبال)
روبن لوپز (انگلیسی: Rubén López؛ زادهٔ ۹ ژوئیهٔ ۱۹۷۹) بازیکن فوتبال اهل اسپانیا است.
از باشگاه‌هایی که در آن بازی کرده‌است می‌توان به باشگاه فوتبال لاسک و باشگاه فوتبال نومانسیا اشاره کرد.